# Temple de la Mahabodhi (Bagan)
Le Temple de la Mahabodhi de Bagan (Myanmar) est une reproduction à l'échelle réduite du Temple de la Mahabodhi de Bodh-Gaya, en Inde. Elle a été construite par le roi de Pagan Htilominlo au début du XIIIe siècle.
Vers 1120, le roi Alaungsithu avait envoyé à Bodh-Gaya une équipe et des fonds pour réparer le Temple de la Mahabodhi. Les plans du monument furent rapportés à Bagan et son arrière-petit-fils Htilominlo décida en 1218 d'en faire effectuer une réplique en briques stuquées.
Comme l'original, il est de style architectural gupta, rectangulaire, avec un haut sikhara aux arêtes droites. Chacun des angles porte une réduction de l'édifice. Des niches sur toute sa surface abritent 450 statues de Bouddha.
Sérieusement endommagé par le tremblement de terre du 8 juillet 1975, le temple a été restauré de 1976 à 1979, puis renforcé en 1991-1992.
C'est le monument no 1670 de Bagan.